# محمد بن عبد الله الدهيمي
 محمد بن عبد الله الدهيمي هودبلوماسي قطري وسفير دولة قطر في جمهورية الصين الشعبية الحالي، ولد في الدوحة عام 1962م، التحق بالعمل في وزارة الخارجية بعد أن أنهى دراسته العليا من الولايات المتحدة الأمريكية، عيّن بديوان عام الوزارة وحصل على عدة ترقيات فاكتسب خبرات كبيرة في المجال الدبلوماسي الا أن تحصل على درجة سفير فأصبح سفير لدولة قطر في عدد من الدول وأهما الصين وكوريا الجنوبية، كما وشارك في العديد من المؤتمرات الدولية والأقليمية.

## الموهلات العلمية
- بكالوريوس حقوق-جامعة بيروت العربية 1997م.
- دبلوم من جامعة تافتس الولايات المتحدة الأمريكية عام 2000م.

## الخبرات العملية
- عمل في العديد من الأدارات في وزارة الخارجية خلال الفترة 1993-2002م.
- عضو بالوفد الدائم لدولة قطر في جنيف للفترة 2002-2009م.
- مساعد مدير مكتب حقوق الإنسان خلال الفترة 2008-2009م.
- مساعد مدير إدارة الشؤون الأوروبية والأمريكية خلال الفترة من 2009م إلى 2011م.
- مساعد مدير إدارة الشؤون الأمريكية للفترة 2011-2013م.
- مدير إدارة الشؤون الآسيوية بالأنابة عام 2012م.
- سفير دولة قطر لدى كوريا الجنوبية عام 2014م.[2]
- سفير دولة قطر لدى جمهورية الصين الشعبية عام 2019م وما زال.[3] [4]

### الجوائز
حائز على ميدالية (قوانغ هوا)، للخدمة الدبلوماسية الممتازة من الرئيس الكوري عام 2020م